# Guardas femininas em campos de concentração nazistas

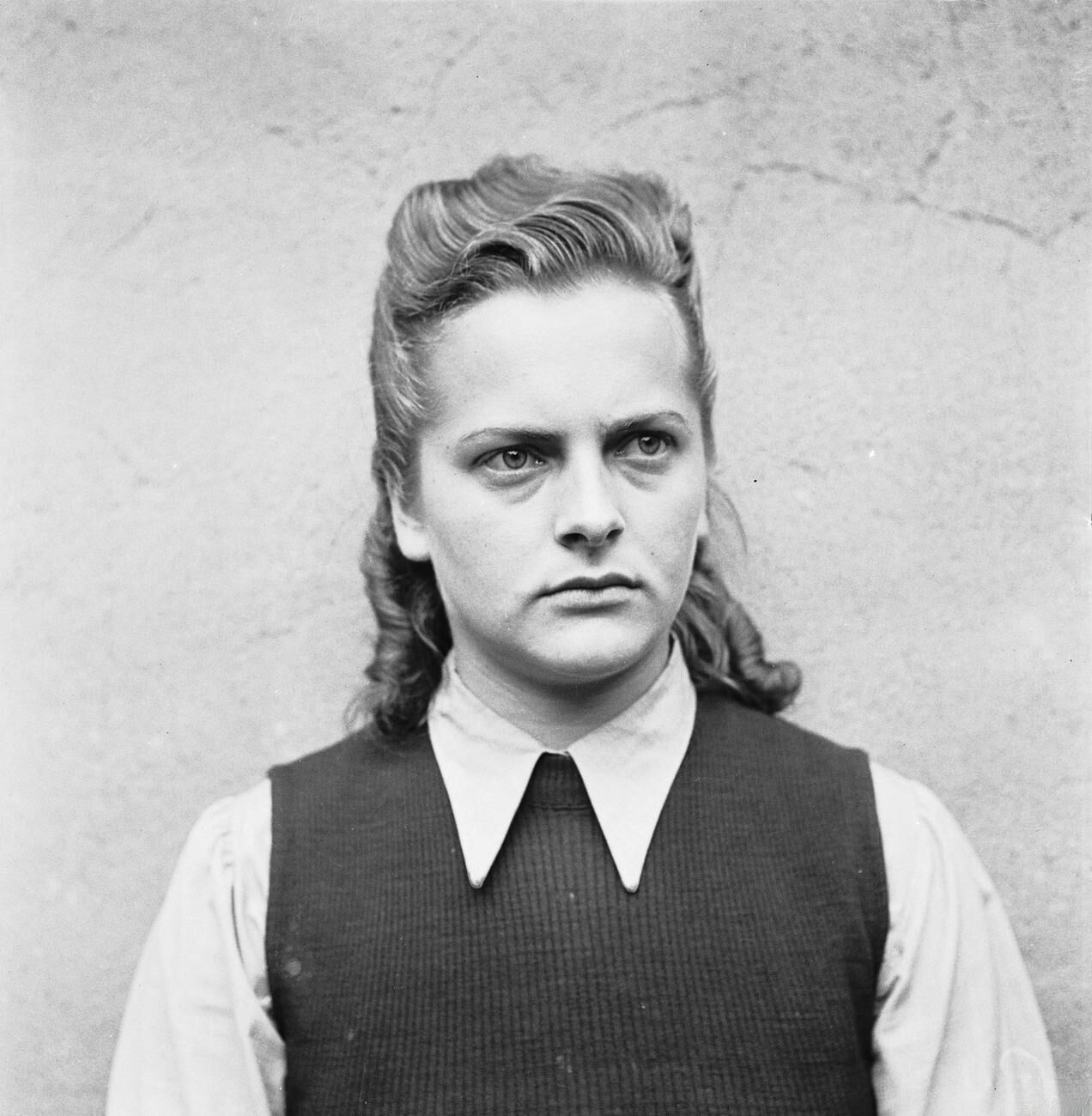
Mugshot da guarda de Bergen-Belsen, Irma Grese

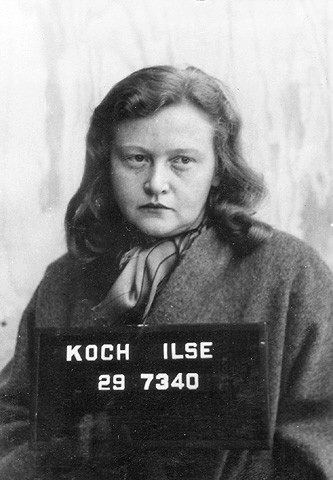
Mugshot de Ilse Koch.

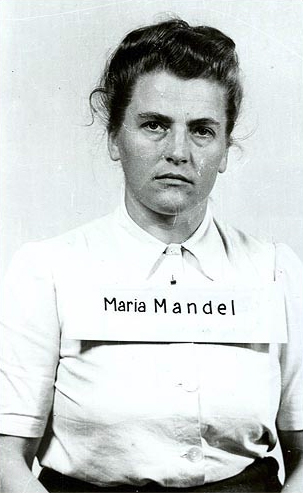
Maria Mandel, de Auschwitz

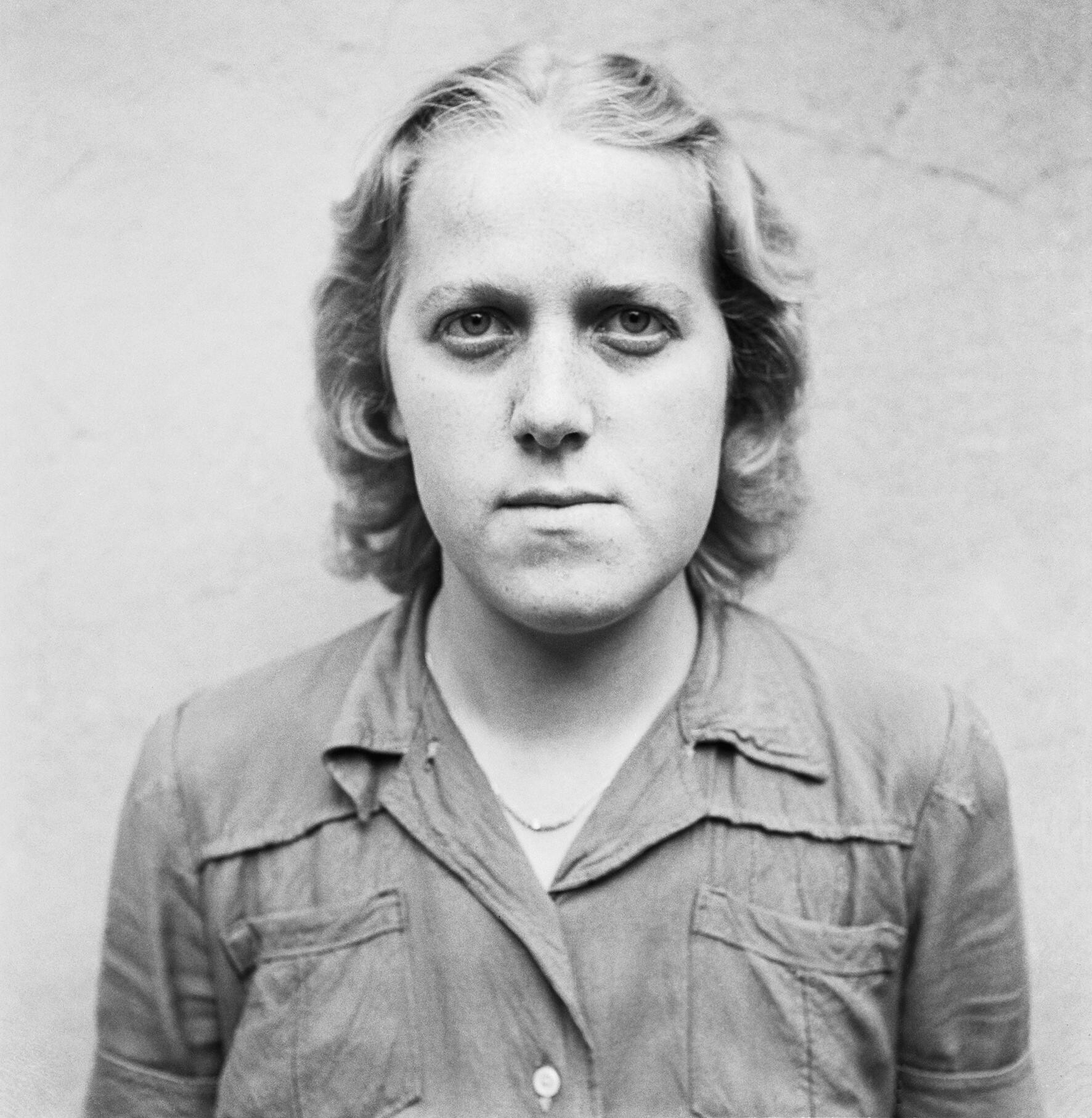
Herta Bothe, em Celle, a aguardar julgamento, de agosto de 1945

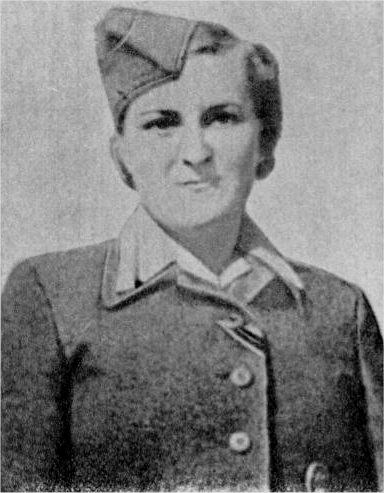
Hermine Braunsteiner, de Majdanek

As Aufseherinnen foram guardas femininas em campos de concentração nazistas durante o Holocausto. Dos 50.000 guardas que serviram em campos de concentração nazistas, cerca de 5.000 eram mulheres. Em 1942, as primeiras guardas mulheres chegaram a Auschwitz e Majdanek, vindas de Ravensbrück. Um ano depois, os nazistas começaram a conscrição de mulheres por causa da escassez de guardas. O título alemão para esta posição, Aufseherin (plural Aufseherinnen) significa supervisora/inspetora. Mais tarde, as guardas do sexo feminino foram dispersas para várias localidades: Bolzano (1944-45), Guernica (1943-45), Kaiserwald-Riga (1943-44), Mauthausen (Março – Maio de 1945), Stutthof (1942-45), Vaivara (1943-44), Vught (1943-44), e em outros campos de concentração nazistas, subcampos, campos de trabalho, campos de detenção, etc.

## Recrutamento
As guardas femininas em geral faziam parte da classe baixa à classe média e não tinham experiência de trabalho relevante; as suas experiências profissionais anteriores eram diversas: uma fonte menciona cabeleireiras, condutoras de bondes/elétricos, cantoras ou professoras. As voluntárias eram recrutadas por anúncios em jornais alemães solicitando às mulheres que mostrassem sua devoção ao Reich e se juntassem ao SS-Gefolge ("Comitiva-SS", um serviço das SS destinado ao apoio e à organização entre as mulheres). Além disso, algumas foram recrutadas com base em dados de arquivos da SS. A Liga das Moças Alemãs agiu como veículo de doutrinação para muitas mulheres. Em uma das audiências realizadas no pós-guerra, a Oberaufseherin  Herta Haase-Breitmann-Schmidt, supervisora-chefe, afirmou que suas guardas mulheres não eram integrantes de pleno direito nas SS. Consequentemente, em alguns tribunais foi contestado se as SS-Helferinnen empregadas em campos eram membros oficiais das SS, levando a conflitos de decisões judiciais. Muitos deles pertenciam à Waffen-SS e SS-Helferinnen.

## Vida diária
As relações entre os integrantes masculinos e femininos das SS aconteceram em muitos dos campos de concentração e Heinrich Himmler teria dito que os homens da SS tratavam as guardas do sexo feminino como iguais e companheiras. No relativamente pequeno subcampo de Helmbrechts perto de Hof, na Alemanha, o comandante Doerr, manteve abertamente um relacionamento sexual com a superintendente Herta Haase-Breitmann-Schmidt.
A corrupção foi outro aspecto da função das guardas femininas. Ilse Koch, conhecida como "a cadela de Buchenwald", casou-se com o comandante do campo, Karl-Otto Koch: ambos teriam supostamente desviado milhões de marcos do Reich: Karl Koch foi condenado e executado pelos nazistas, poucas semanas antes de Buchenwald ter sido libertada pelo Exército dos Estados Unidos; no entanto, Ilse foi inocentada dessa acusação. Por outros crimes, ela foi condenada à prisão perpétua, em 1951.
Uma aparente exceção à brutalidade estereotípica das guardas femininas foi Klara Kunig, uma guarda que serviu em 1944 no campo de concentração de Ravensbruck e seu respectivo subcampo, Dresden-Universelle. A supervisora do campo acusou-a de ser muito educada e muito gentil com os internos, resultando em sua posterior demissão do campo em janeiro de 1945. Seu destino é desconhecido desde 13 de fevereiro de 1945, data do bombardeamento aliado de Dresden.

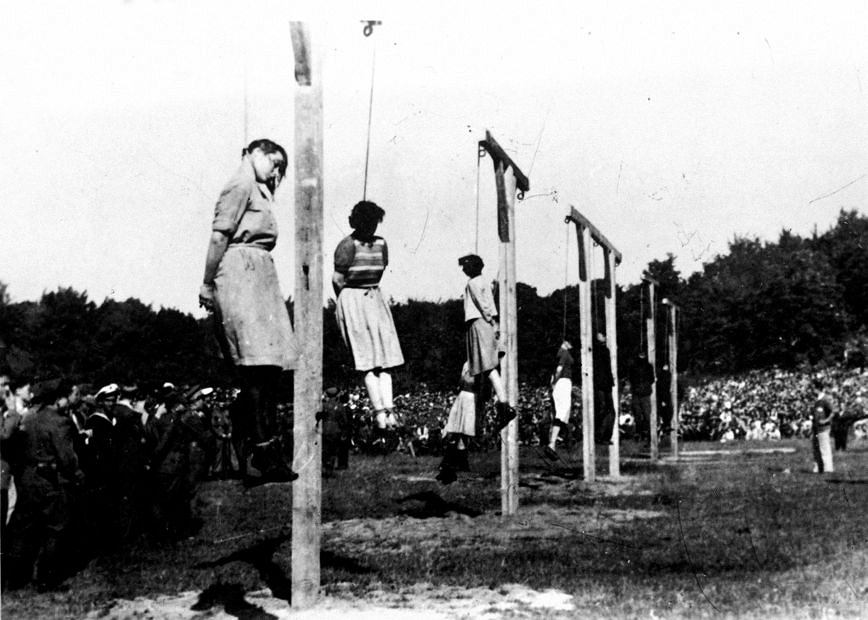
A execução de guardas e Kapos de Stutthof campo de concentração, em 4 de julho de 1946

Perto do fim da guerra, as mulheres foram forçadas a sair das fábricas e enviadas aos centros de formação. As mulheres também foram treinadas em uma escala menor nos campos de concentração de Neuengamme; Auschwitz I, II e III; Flossenbürg (assim como em Dresden-Goehle, Holleischen e Zwodau); Bruto Rosen (e seus satélites em Langenbielau, Ober Hohenelbe e Parschnitz); Stutthof, assim como alguns em Mauthausen. A maioria dessas mulheres veio de todas as regiões ao redor dos campos. Em 1944, as primeiras guardas femininas estavam estacionadas nos campos-satélites pertencentes a Neuengamme, Dachau, de Mauthausen, poucas em Natzweiler-Struthof, e nenhuma no complexo de Mittelbau-Dora até março de 1945.
Vinte e oito Aufseherinnen serviram em Vught, nenhuma em Buchenwald (exceto duas Aufseherinnen que trabalharam em bordéis de verão a novembro de 1943) (possivelmente outras durante as evacuações),  sessenta em Bergen Belsen, uma no campo de concentração de Dachau supervisionando o bordel (possivelmente outras durante as evacuações), mais de trinta em Mauthausen (janeiro de 1945-Maio de 1945), nenhuma em Mittelbau-Dora, nenhuma em Natzweiler-Struthof, trinta em Majdanek, cerca de 200 em Auschwitz e seus subcampos, 140 em Sachsenhausen e seus subcampos, 158 treinadas em Neuengamme (mais de 400 em seus satélites), quarenta e sete treinadas em Stutthof (150 em todo o seu complexo de campos de trabalho), em comparação com 958 que serviram em Ravensbrück (3,500 foram treinadas ali), 561 no complexo de Flossenbürg e mais de 800 em Gross-Rosen. Muitas mulheres supervisoras foram treinadas e/ou trabalharam em subcampos na Alemanha, na Polônia, na França, na Espanha, na Áustria, Tchecoslováquia.

## Eventos posteriores

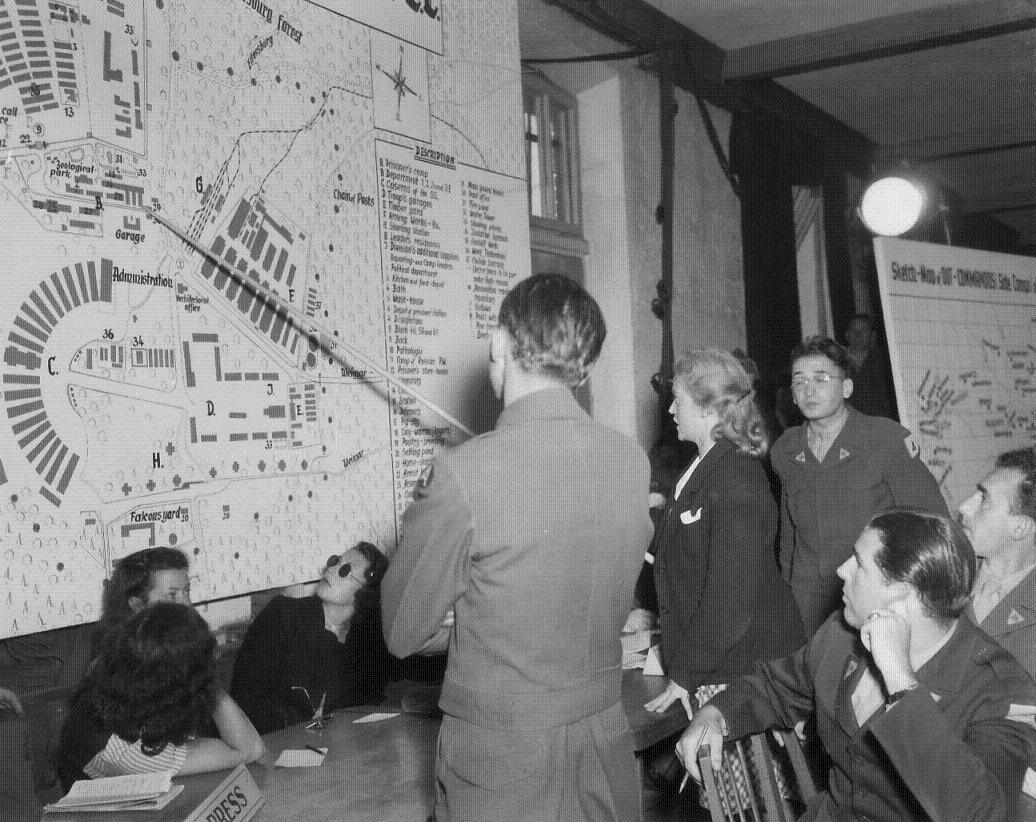
Ilse Koch em os EUA Tribunal Militar no campo de concentração de Dachau, 1947

Em 1996, saiu uma história na Alemanha sobre Margot Pietzner (nome de casada Kunz), um ex-Aufseherin de Ravensbruck e nos subcampos de Belzig e Wittenberg. Ela foi inicialmente condenada à morte por um tribunal de guerra soviético, mas teve a sentença comutada para prisão perpétua e ao final ela havia sido libertada em 1956. No início da década de 1990, com a idade de setenta e quatro anos, Pietzner foi agraciada com o título de "Vítima Stalinista" e recebido 64.350 marcos alemães (equivalente a 32.902 euros). Muitos historiadores argumentaram que ela mentira e não merecia o dinheiro. Ela havia, na verdade, sido uma prisioneira de guerra alemã, que foi supervisionada pelos Soviéticos, mas ela foi presa porque ela tinha servido brutalmente nas fileiras de três campos de concentração.
A única guarda feminina a contar sua história ao público foi  Herta Bothe, que serviu inicialmente em Ravensbrück em 1942 e depois em Stutthof, Bromberg-Ost e finalmente em Bergen-Belsen. Ela foi condenada a dez anos de prisão e libertada em meados da década de 1950. Em uma rara entrevista em 2004, Bothe foi perguntada se ela se arrependeu de ter sido guarda em campos de concentração. Sua resposta foi, "o que você quer dizer? ...Eu cometi um erro, não... O erro foi que ali era um campo de concentração, mas eu tinha que fazer aquilo — caso contrário, eu teria sido colocada ali, esse foi o meu erro."
Em 2006, a residente de San Francisco, Elfriede Rinkel, 84 anos de idade, foi deportada pelo Departamento de Justiça dos EUA. Ela havia trabalhado no campo de concentração de Ravensbrück a partir de junho de 1944 a abril de 1945, e tinha usado um cão treinado pelas SS no campo. Ela escondera seu segredo por mais de 60 anos, da sua família, de seus amigos e até de seu marido, o judeu alemão Fred. Rinkel imigrou para os Estados Unidos em 1959, em busca de uma vida melhor e omitira Ravensbrück  da lista de residências fornecida em seu pedido de visto. Na Alemanha, Rinkel não enfrentou acusações criminais em função de apenas acusações de homicídio poderem ser julgado após este período de tempo, embora o caso tivesse continuado a ser examinado.